# Van Hilleary
William Vanderpool Hilleary, detto Van (Dayton, 20 giugno 1959), è un politico statunitense, membro della Camera dei Rappresentanti per lo stato del Tennessee dal 1995 al 2003.

## Biografia
Nato in una famiglia di imprenditori tessili, durante gli studi Hilleary entrò nelle riserve dell'Air Force e prese parte come volontario all'Operazione Desert Shield pilotando soprattutto C-130.
Rientrato in patria Hilleary si dedicò all'attività politica con il Partito Repubblicano e dopo un'infruttuosa campagna elettorale per un seggio nella legislatura statale del Tennessee, nel 1994 decise di candidarsi alla Camera dei Rappresentanti.
Hilleary era candidato in un distretto elettorale piuttosto favorevole ai democratici, che lo avevano rappresentato ininterrottamente nei precedenti settantadue anni. Tuttavia in quell'anno si stava manifestando quella che venne definita la "rivoluzione repubblicana": i repubblicani cioè si guadagnarono una grande popolarità fra l'elettorato e riuscirono ad ottenere numerose cariche pubbliche scalzando gli avversari democratici. Sull'onda di questo fenomeno, Hilleary riuscì a vincere le elezioni con un margine di voto piuttosto ampio.
Hilleary venne riconfermato dagli elettori per altri tre mandati finché nel 2002 decise di lasciare il Congresso per concorrere alla carica di governatore del Tennessee. Hilleary tuttavia non ottenne il risultato sperato e venne sconfitto dal democratico Phil Bredesen.
Dopo un breve ritiro dalla politica Hilleary si candidò a senatore nel 2006 ma arrivò solo terzo nelle primarie, vinte da Bob Corker.
Durante la permanenza alla Camera Hilleary si fece conoscere per la sua ideologia fortemente conservatrice.